# François Reynaud de Villeverd
Jean François Reynaud de Villeverd, né le 9 juillet 1731 à Grenoble et décédé le 22 novembre 1812 à Paris, homme politique français, député aux États généraux de 1789. Commandant de Saint-Domingue en octobre suivant, et commandant du régiment du Cap le 18 août 1772, gouverneur des Iles-sous-le-Vent le 24 avril 1780, et maréchal de camp le 1er janvier 1784, il est élu par la colonie de Saint-Domingue.

## Sources
- « François Reynaud de Villeverd », dans Adolphe Robert et Gaston Cougny, Dictionnaire des parlementaires français, Edgar Bourloton, 1889-1891 [détail de l’édition]